# Höstackar
Höstackar (franska: Les Meules) är en serie oljemålningar av den franske impressionistiske konstnären Claude Monet. Den omfattar 5 målningar som målades 1888–1889 och 25 målningar som tillkom 1890–1891. 
Monet är känd för att måla serier av samma friluftsmotiv i flera versioner och i olika ljus- och väderförhållanden, till exempel Katedralen i Rouen, Näckrosor och Parlamentet. Hans målningar av höstackar inleddes efter skörden sensommaren 1888 respektive 1890 och sysselsatte honom ett halvår vardera gång. De avbildade höstackarna fann han i sina hemtrakter i Giverny. 
Monet ställde ut 15 höstackar och 7 andra landskapsmålningar på Paul Durand-Ruels galleri i maj 1891. 

## Lista över ett urval av Monets målningar av höstackar
| Bild | Titel                                 | Museum                        | Stad                    | Storlek (cm) | År        | #     |
| ---- | ------------------------------------- | ----------------------------- | ----------------------- | ------------ | --------- | ----- |
|      | Les Meules à Giverny, soleil couchant | Saitama Museum of Modern Art  | Saitama                 | 62 × 92      | 1888-1889 | W1213 |
|      | Les Meules, effet de gelée blanche    | Hill Stead Museum             | Farmington, Connecticut | 65 × 92      | 1889      | W1215 |
|      | La Meule à Giverny                    | Tel Aviv Museum of Art        | Tel Aviv                | 65 × 81      | 1889      | W1216 |
|      | Meules, fin de l'été                  | Musée d'Orsay                 | Paris                   | 60,5 × 100,5 | 1891      | W1266 |
|      | Meules, grand soleil                  | Hill Stead Museum             | Farmington, Connecticut | 60 × 100     | 1890      | W1267 |
|      | Meules (fin de l'été)                 | Art Institute of Chicago      | Chicago                 | 60 × 100,5   | 1891      | W1269 |
|      | Meules (fin du jour, automne)         | Art Institute of Chicago      | Chicago                 | 65,8 × 101   | 1891      | W1270 |
|      | Meules au soleil, midi                | National Gallery of Australia | Canberra                | 65,6 × 100,6 | 1890-91   | W1271 |
|      | Meules, effet de neige                | Shelburne Museum              | Shelburne, Vermont      | 60 × 100     | 1891      | W1274 |
|      | Meules, effet de neige, le matin      | J. Paul Getty Museum          | Los Angeles             | 65 × 100     | 1891      | W1276 |
|      | Meules, effet de neige                | National Gallery of Scotland  | Edinburgh               | 65 × 92      | 1891      | W1277 |
|      | Meules (crépuscule, effet de neige)   | Art Institute of Chicago      | Chicago                 | 65,3 × 100,4 | 1890-91   | W1278 |
|      | Meules, effet d'hiver                 | Metropolitan Museum of Art    | New York                | 65 × 92      | 1891      | W1279 |
|      | Meule, effet de neige, le matin       | Museum of Fine Arts           | Boston                  | 65,4 × 92,4  | 1891      | W1280 |
|      | Meule, effet de neige, temps couvert  | Art Institute of Chicago      | Chicago                 | 66 × 93      | 1890-91   | W1281 |
|      | Meule                                 | Art Institute of Chicago      | Chicago                 | 65,6 × 92    | 1890-91   | W1283 |
|      | Meule, dégel, crépuscule              | Art Institute of Chicago      | Chicago                 | 64,9 × 92,3  | 1890-91   | W1284 |
|      | Meule (soleil dans la brume)          | Minneapolis Institute of Art  | Minneapolis             | 65 × 100     | 1891      | W1286 |
|      | Meule au soleil                       | Kunsthaus Zürich              | Zürich                  | 60 × 100     | 1891      | W1288 |
|      | Meule, crépuscule                     | Museum of Fine Arts           | Boston                  | 73,3 × 92,7  | 1890-91   | W1289 |